# 约翰·阿姆纳
约翰·阿姆纳（英語：John Amner；1579年—1641年）是一位英国作曲家。他生于伊利，1613年在牛津获得音乐学士学位，之后被雇佣为大教堂的牧师及风琴师，后来成为执事、小法政牧师。1615年出版了一部圣歌集《Sacred Hymnes of 3, 4, 5 and 6 parts》，包括了他保存下来的大部分作品。1990年代他的许多作品（包括《感恩赞》等）发行了唱片， 多由伊利教堂合唱队演唱。